# Sisjön, Södermanland
Sisjön är en sjö i Gnesta kommun i Södermanland och ingår i Trosaåns huvudavrinningsområde. Sjön har en area på 0,0685 kvadratkilometer och ligger 56,3 meter över havet.

## Delavrinningsområde
Sisjön ingår i det delavrinningsområde (654190-158270) som SMHI kallar för Utloppet av Stora Tomtsjön. Medelhöjden är 52 meter över havet och ytan är 3,17 kvadratkilometer. Det finns inga avrinningsområden uppströms utan avrinningsområdet är högsta punkten. Vattendraget som avvattnar avrinningsområdet har biflödesordning 3, vilket innebär att vattnet flödar genom totalt 3 vattendrag innan det når havet efter 30 kilometer. Avrinningsområdet består mestadels av skog (74 procent). Avrinningsområdet har 0,6 kvadratkilometer vattenytor vilket ger det en sjöprocent på 18,9 procent.